# محمدرضا عابدی
محمدرضا عابدی (زادهٔ ۲۳ بهمن ۱۳۳۱ در آبادان) تهیه‌کننده، کارگردان انیمیشن، نویسنده و نقاش.
محمدرضا عابدی که یکی از پیشکسوتان انیمیشن در کانون پرورش فکری کودکان و نوجوانان است، در طول بیش از چهل و پنج سال فعالیت‌های مختلف هنری، آثار زیادی را در زمینه‌های ساخت فیلمهای کوتاه انیمیشن، سریالهای انیمیشن، نگارش فیلمنامه، رمان و برپائی نمایشگاه نقاشی در پرونده خود دارد.

## فیلم‌ها
- ۱۳۶۶درسی برای گنجشک (کانون)
- ۱۳۶۷ نقلی و بلورهای برف (کانون)
- ۱۳۶۸ همبازی (کانون)
- ۱۳۷۰ تا ۱۳۷۲ قطعه گمشده (کانون)
- ۱۳۷۴ حکایت شیرین (کانون)
- ۱۳۹۰ مترسک (صبا)
- ۱۳۹۶ خوره
- ۱۳۹۸ افسانه بی پایان[۲]

کلیه این فیلمها در جشنواره‌های داخلی از جمله جشنواره رشد. جشنواره اصفهان. جشنواره روستا و بعضاً در جشنواره‌های خارج از کشور جوایزی را کسب نمودند.
- انیمیشن‌های محمدرضا عابدی

## سریالها
- ۱۳۷۰ سریال دشت الفبا (صبا)[۶]
- ۱۳۷۱ سریال برفک- ۱۳ قسمت اول – (صبا)
- ۱۳۷۴ انیمیشن تیتراژ سیمای کودک (شبکه اول)
- ۱۳۸۲ سریال نانو در پارک (گروه کودک شبکه اول)
- ۱۳۸۵ سریال زنگ مدرسه با همکاری مهناز عابدی (صبا)[۷]
- ۱۳۸۷سریال دوستان جنگل (صبا)[۸]
- ۱۳۹۰ سریال طعم شیرین عسل (صبا)[۹]
- ۱۳۹۳–۱۳۹۶ سریال نظر شما چیه (صبا)[۱۰][۱۱][۱۲]

- انیمیشن‌های محمدرضا عابدی

## آثار مکتوب
نگارش بیش از ۲۰۰۰ دقیقه فیلمنامه‌های مختلف برای ساخت سریال که همگی ساخته و پخش شده‌اند.
نگارش بیش از ۲۰ فیلمنامه برای ساخت انیمیشن‌های کوتاه جشنواره ای-
که از این میان می‌توان به دو فیلمنامه فیلم‌های موفق پیشخدمت و آلفابت اشاره نمود-
۱۳۹۱نگارش فیلمنامه کوتاه انیمیشن پیشخدمت که موفق به کسب دو جایزه بهترین فیلمنامه در دو جشنواره گردید-
۱۳۹۵ نگارش فیلمنامه کوتاه انیمیشن آلفابت بر اساس ایده ای از کیانوش عابدی
نگارش دو فیلمنامه بلند سینمائی رئال (که به اجرا در نیامده است)-
۱۳۹۳ نگارش رمان از درون پنجره‌های بی زمان (نشر مهیار جوان)-
۱۳۹۴چاپ دوم رمان از درون پنجره‌های بی زمان (نشر کاکتوس)-
۱۳۹۵ نگارش رمان گنجشک‌ها در شب آواز نمی‌خوانند (نشر کاکتوس)-
۱۳۹۶نگارش رمان اعترافات نا به هنگام شریف‌ترین دزد دنیا و حومه (نشر کاکتوس)

## نمایشگاه‌ها
- ۱۳۸۹ نمایشگاه انفرادی آبرنگ در تهران
- ۱۳۹۳ نمایشگاه نقاشی‌های نقش برجسته در تهران
- ۱۳۹۴ نمایشگاه نقاشی‌های نقش برجسته در اصفهان
- ۱۳۹۵ نمایشگاه نقاشی هائی با تکنیک گواش بر روی ارزن

- نمایشگاه‌ها

## تدریس
- ۱۳۶۲ تا ۱۳۶۷ تدریس انیمیشن برای نوجوانان در کانون پرورش اصفهان-
- ۱۳۷۵ تدریس انیمیشن در دانشگاه سوره تهران مقطع کارشناسی-
- ۱۳۷۶ تدریس کارگردانی انیمیشن در دانشکده سینما تئاتر تهران در مقطع کارشناسی ارشد

## داوری جشنواره
- ۱۳۹۱ داور جشنواره پویا نمائی تهران-<ref>{{یادکرد وب|نشانی = http://tehran-animafestival.ir/10th/هشتمین-دوره-جشنواره-بین-المللی-پویا-نم/%7Cعنوان%5Bپیوند+مرده%5D = هشتمین دوره جشنواره بین‌المللی پویا نمایی تهران|ناشر = جشنواره پویانمایی تهران|accessdate = ۳۰ اوت ۲۰۱۹|archiveurl = https://web.archive.org/web/20180517140038/http://tehran-animafestival.ir/10th/%D9%87%D8%B4%D8%AA%D9%85%DB%8C%D9%86-%D8%AF